# Ríkharður Jónsson
Pour les articles homonymes, voir Jónsson.
Ríkharður Jónsson, est un footballeur puis entraîneur islandais, né le 12 novembre 1929 à Akranes (Islande) et mort le 14 février 2017.
Évoluant au poste d'attaquant, il joue successivement pour l'ÍA Akranes puis Fram Reykjavik, avant de retourner à Akranes où il termine sa carrière. Il remporte avec ces clubs sept titres de champion d'Islande dont il termine à sept reprises meilleur buteur.
Il compte 33 sélections pour dix-sept buts inscrits en équipe d'Islande et est considéré comme l'un des meilleurs joueurs islandais de l'histoire.
Il devient par la suite entraîneur et dirige notamment l'ÍA Akranes à cinq reprises et la sélection à deux reprises.
Ríkharður est le frère de Þórður Jónsson, qui fut son coéquipier à Akranes et en sélection, l'oncle de l'ancien lorientais Karl Þórðarson, et le grand-père de l'ancien international prolifique Ríkharður Daðason.

## Biographie
Sa carrière s'étale sur plus de vingt ans. Ríkharður Jónsson débute à l'ÍA Akranes en 1946, puis passe quatre saisons au Fram Reykjavik, remportant son premier championnat, et obtenant sa première cape. Il retourne ensuite à Akranes en 1951, où il contribue au premier titre de champion de l'histoire du club du Vesturland. Il y joue jusqu'en 1969, date à laquelle il arrête sa carrière. 
Il inaugure sa première sélection avec l'Islande le 24 juillet 1947 par une défaite 2-4 contre la Norvège. En 1951, il marque un formidable quadruplé lors d'un match face au rival suédois remporté 4-3. Il est pour la première fois capitaine de l'Islande le 24 août 1954, lors d'un match face à cette même Suède, et au cours duquel il marque un but. S'ensuivront 23 rencontres avec le brassard, dont l'une le voit réaliser un doublé contre l'Irlande durant un match comptant pour les éliminatoires du championnat d'Europe 1964.
Il arrête la sélection en 1965, totalisant 33 sélections et 17 buts,.
Cela fit de lui le meilleur buteur du pays insulaire jusqu'en 2006, année lors de laquelle Eiður Guðjohnsen égala le record, avant de le battre en 2007.
Après sa carrière de joueur, Jonsson est promu sélectionneur de l'équipe nationale en 1969. Il dirige 15 matchs jusqu'en 1971, souvent amicaux, pour un bilan de 2 victoires, 3 nuls et 10 défaites. Auparavant, en 1961, alors capitaine, Ríkharður devint l'adjoint du sélectionneur Karl Guðmundsson pendant 5 matchs. Il entraînera également son club de cœur, l'ÍA Akranes.

## Statistiques
| Saison | Club       | Pays        | Championnat         | Coupes nationales | Autres              |
| ------ | ---------- | ----------- | ------------------- | ----------------- | ------------------- |
| 1946   | ÍA Akranes | Úrvalsdeild | 5 matchs / 2 buts   | -                 | -                   |
| 1951   | ÍA Akranes | Úrvalsdeild | 4 matchs / 7 buts   | -                 | 5 matchs / 2 buts   |
| 1952   | ÍA Akranes | Úrvalsdeild | 4 matchs / 6 buts   | -                 | 10 matchs / 12 buts |
| 1953   | ÍA Akranes | Úrvalsdeild | 3 matchs / 5 buts   | -                 | 2 matchs / 3 buts   |
| 1954   | ÍA Akranes | Úrvalsdeild | 5 matchs / 6 buts   | -                 | 9 matchs / 9 buts   |
| 1955   | ÍA Akranes | Úrvalsdeild | 5 matchs / 7 buts   | -                 | 10 matchs / 8 buts  |
| 1956   | ÍA Akranes | Úrvalsdeild | 4 matchs / 2 buts   | -                 | 5 matchs / 5 buts   |
| 1957   | ÍA Akranes | Úrvalsdeild | 5 matchs / 4 buts   | -                 | 4 matchs / 5 buts   |
| 1958   | ÍA Akranes | Úrvalsdeild | 5 matchs / 3 buts   | -                 | 11 matchs / 6 buts  |
| 1959   | ÍA Akranes | Úrvalsdeild | 10 matchs / 10 buts | -                 | 6 matchs / 6 buts   |
| 1962   | ÍA Akranes | Úrvalsdeild | 10 matchs / 0 but   | 2 matchs / 0 buts | 2 matchs / 1 but    |
| 1963   | ÍA Akranes | Úrvalsdeild | 9 matchs / 3 buts   | 7 matchs / 3 buts | 1 matchs / 0 but    |
| 1964   | ÍA Akranes | Úrvalsdeild | 7 matchs / 6 buts   | 3 matchs / 2 buts | -                   |
| 1965   | ÍA Akranes | Úrvalsdeild | 11 matchs / 6 buts  | 2 matchs / 0 but  | -                   |
| 1966   | ÍA Akranes | Úrvalsdeild | 8 matchs / 1 but    | 5 matchs / 4 buts | 4 matchs / 2 buts   |
| 1969   | ÍA Akranes | Úrvalsdeild | -                   | 1 match / 0 but   | -                   |

## Palmarès
- ÍA Akranes
  - 7 fois champion d'Islande en 1951, 1953, 1954, 1957, 1958, 1960 et 1970 (ce dernier en tant qu'entraîneur)
  - 5 fois meilleur buteur du championnat en 1951, 1952, 1953, 1954 et 1955

- Fram
  - Champion d'Islande en 1947
  - 2 fois meilleur buteur du championnat en 1947 et 1950